# Präsidentschaft Fernández
Alberto Ángel Fernández trat sein Amt als Präsident Argentiniens am 10. Dezember 2019 an. Die Präsidentschaft endete nach einer Amtszeit am 10. Dezember 2023.
Alberto Ángel Fernández ging als Sieger aus der Präsidentschaftswahl vom 27. Oktober 2019 hervor. Für das peronistische Bündnis Frente de Todos war er gemeinsam mit seiner Vizepräsidentschaftskandidatin, der ehemaligen Präsidentin Cristina Fernández de Kirchner angetreten. Die Wahlformel setzte sich im ersten Durchgang mit 48,10 % vor Amtsinhaber Mauricio Macri durch. Fernández stand dem Kabinett Fernández vor.
Die Präsidentschaft war durch eine Wirtschaftskrise, Sparpolitik und die COVID-19-Pandemie geprägt.

## Regierungshandeln

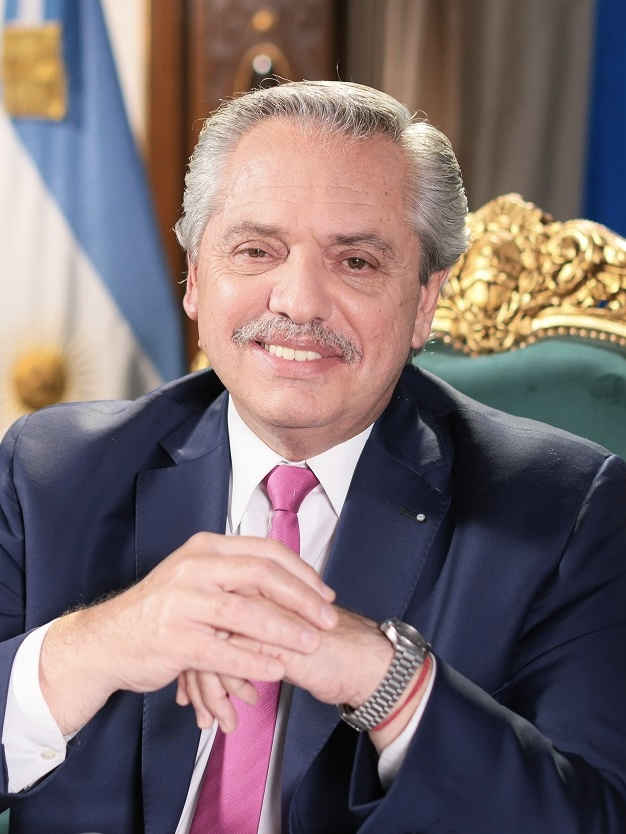
Alberto Fernández bei der Ansprache zum Jahresende 2021

Fernández berief 21 Minister in sein Kabinett.
Bei Amtsantritt sah sich Fernández mit einer tiefgreifenden Wirtschaftskrise konfrontiert, die das Land bereits seit einigen Jahren plagte. Trotz seiner Bemühungen gelang es ihm nicht, die wirtschaftlichen Probleme des Landes zu lösen. Die Inflation blieb hoch, und ein beträchtlicher Teil der Bevölkerung lebte weiterhin unter der Armutsgrenze. Das Bruttoinlandsprodukt sank im ersten Jahr seiner Amtszeit (2020) um 9,9 %. In den Jahren 2021 und 2022 wurden Steigerungen des BIP um 10,3 % bzw. 5,2 % verzeichnet. Im Jahr 2023 sank es erneut um 2,5 %. Die ohnehin schon hohe Inflation entwickelte sich zu einer noch größeren Belastung und betrug in den Jahren seiner Amtszeit 36 % (2020), 51 % (2021), 94 % (2020) und war bis November 2023 auf 149 % gestiegen.
Die Wirtschaftsleistung des Landes blieb während Fernández’ Amtszeit insgesamt schwach, und die Unsicherheit über die Zukunft des Landes wuchs. Die Verschuldung des Landes war ein weiteres Problem, das nicht gelöst werden konnte. Fernández und seine Regierung standen unter dem Druck internationaler Finanzinstitutionen, insbesondere des Internationalen Währungsfonds (IWF), Reformen durchzuführen und die wirtschaftliche Stabilität des Landes zu gewährleisten.
Die COVID-19-Pandemie verschärfte die Situation zusätzlich. Fernández’ Krisenmanagement während der Pandemie wurde von einigen kritisiert, vornehmlich in Bezug auf die sozioökonomischen Auswirkungen der Lockdown-Maßnahmen. Trotz dieser Herausforderungen gelang es Argentinien nicht, die Ausbreitung des Virus effektiv zu kontrollieren, was zu weiteren Belastungen für das Gesundheitssystem und die Wirtschaft des Landes führte.
Nachdem Fernández zu Beginn seiner Regierungszeit noch auf eine Mehrheit in beiden Parlamenten bauen konnte, ging diese im Senat zur Hälfte der Amtszeit, nach einer deutlichen Niederlage bei den Parlamentswahlen im Jahr 2021, verloren.
Eine politische Entscheidung während seiner Amtszeit war die einseitige Kündigung des Foradori-Duncan-Pakts mit dem Vereinigten Königreich im März 2023, der die Beziehungen zu den Falklandinseln regelte. Diese Entscheidung zeigte Fernández’ Bestreben, die Souveränität Argentiniens über die umstrittenen Inseln zu stärken, stieß jedoch international auf gemischte Reaktionen.
Die Präsidentschaft war auch durch das Verhältnis zu seiner Vizepräsidentin Cristina Fernández de Kirchner geprägt. Bereits seit 2008 galt dieses als angespannt. Von Beginn der Regierungszeit an gab es immer wieder Spannungen und Meinungsverschiedenheiten zwischen den beiden, die sich auch auf die Regierungspolitik auswirkten. Im August 2022 versuchte Fernández durch die Berufung von Sergio Massa zum „Superminister“ für Wirtschaft und produktive Entwicklung sowohl die Wirtschaftspolitik als auch die innerparteilichen Spannungen in den Griff zu bekommen. Schließlich entschieden sowohl Alberto Fernández als auch Cristina Fernández nicht bei den Präsidentschaftswahlen 2023 anzutreten. Das Regierungsbündnis wurde (erfolglos) durch Sergio Massa vertreten.
Am 10. Dezember 2023 endete die Amtszeit von Alberto Ángel Fernández mit dem Amtsantritt seines Nachfolgers, Javier Milei.